# 일곱 여인
일곱 여인(7 Women)은 미국에서 제작된 존 포드 감독의 1966년 드라마 영화이다. 앤 밴크로프트 등이 주연으로 출연하였고 버나드 스미스 등이 제작에 참여하였다.

## 출연

### 주연
- 앤 밴크로프트
- 수 라이온

### 조연
- 마가렛 리히튼
- 플로라 롭슨
- 밀드레드 던녹
- 베티 필드

## 제작진
- 의상: 월터 플렁킷